# Horus
| G5 |

| G5 |

| H | Hr · r |

| H | Hr · r |

Horus (muligvis af ægyptisk hor, "ansigt") var oprindeligt en ægyptisk himmelgud af form som en falk. Hans øjne var solen og månen. Senere blev han fremstillet som en mand med falkehoved.
Som personifikation af himmelen blev han senere også identisk med solen og faraoen. Han personificerede orden, lys, det opdyrkede land og civilisation i modsætning til sin onkel, Seth, som var hans modstander, havde mange kampe med og mistede sit ene øje til. Til sidst indgik de dog forlig og delte Ægypten imellem sig, således at Seth blev gud for Øvreægypten og Horus var Nedreægyptens gud.
Da Osiriskulten vandt indpas, blev han søn af Isis og Osiris og dannede sammen med disse den mest berømte triade i ægyptisk mytologi. Her blev han sin faders hævner, da han slog Seth ihjel.
Andre former af Horus er Harpokrates, som er horusbarnet, og Haroeris, den gamle Horus, samt Re-Horakte, morgensolens gud.
Hans vigtigste kultcentre var Edfu, Kom Ombo og Heliopolis.
Hans skytsgudinde var Wosret.